# Крум-корт
Крум-корт (англ. Croome Court) — усадьба и пейзажный парк XVIII века в графстве Вустершир в западной Англии. В период с 1979 по 1984 год усадьба принадлежала Международному обществу сознания Кришны (ИСККОН) и носила название Чайтанья-колледж (англ. Chaitanya College). Кришнаиты использовали Крум-корт как сельский ашрам и вайшнавский теологический колледж. На территории усадьбы производилась съемка передачи Авто-СОС канала Нейшнл Джеографик (Карман Чиа)